# Torre del Palomar (Culla)
La Torre del Palomar a Culla, a la comarca de l'Alt Maestrat, és una torre de vigilància i defensa de l'interior, que està catalogat com un Bé d'Interès Cultural, no presentant anotació ministerial, identificant-se amb el codi: 12.02.051-003.
Culla és un municipi que es localitza sobre la mola del mateix nom i és en la part més alta de la localitat on es troba el castell i al voltant de la mateixa el recinte emmurallat.
La Torre del Palomar es troba a la rodalia de la fortalesa de Culla, a l'entrada de la localitat.

## Història
Culla és una població de remots orígens que arriben a èpoques prehistòriques, la qual cosa queda palesa en les restes arqueològiques i a les pintures rupestres que es localitzen en la seua demarcació>
Fins al segle xiii, amb la conquesta dels territoris per les tropes del rei Jaume I d'Aragó, Culla va estar sota el domini  àrab. A 1233 va ser reconquerida per Blasco d'Alagó, rebent la Carta Pobla a 1244.
És aquest moment històric, Culla tenia un important castell, el conegut com Castell de Culla, per la seua estratègica situació geogràfica i l'ampli territori que dominava.
Com va passar amb territoris i edificis d'altres localitats properes, amb el temps Culla va acabar pertanyent a l'Orde del Temple, al voltant de 1303, passant més tard, en entrar en crisi l'esmentada orde militar a l'Orde de Montesa.
A 1345 es produeix el naixement del que es va anomenar La Setena de Culla o "Comunitat d'herbatge" constituïda per: Culla, Atzeneta, Vistabella, Benassal, La Torre d'En Besora, Benafigos i Vilar de Canes. Es tractava d'una agrupació de municipis que va dur a terme la compra dels drets d'explotació dels recursos pecuaris i forestals a l'Orde de Montesa, que s'estava quedant amb totes les possessions de l'Orde del Temple, les quals afectaven a tots els municipis de la Comunitat; amb això pretenien defensar amb més força els seus interessos ramaders comuns, enfront dels de l'Orde de Montesa. Aquesta agrupació va seguir en funcionament fins a mitjan segle xix. No es pot perdre de vista que la principal activitat econòmica de la zona en aquesta època era l'agricultura de secà (ametller, olivera, avellaner, vinya i cereals), i la ramaderia, especialment l'extensiva (oví, caprí, boví) i, en molta menor importància, la ramaderia intensiva sobretot de porcí, avícola i apícola.
Durant el segle xviii, el castell de Culla va perdre poder polític i administratiu.
Aquest fenomen va coincidir amb les remodelacions urbanístiques que es van dur a terme durant aquest segle a Culla, com van ser la construcció de l'església, coneguda com a església del Salvador; l'Ermita de Sant Cristòfol; així com obres de millora i ampliació del nucli urbà en general.
Durant les Guerres Carlines, Culla va ser un lloc constant enfrontament el que va produir el deteriorament en part del seu nucli antic, destacant entre les pèrdues el castell, el qual va quedar totalment destrossat, quedant tal com es contempla en l'actualitat.

## Descripció
Les torres de vigilància i defensa de l'interior, s'engloben generalment en el que es considera obra castrense, encara que se solen trobar disseminades pel camp obert, i no és castell i no estar relacionades amb el castell, en principi.
Es construïen per vigilar o defensar el territori, les rutes comercials, els camps i pastures pròxims, les poblacions i masies dels voltants i fins i tot eren frontera que delimitava la influència dels diversos castells de la zona. Es pot afirmar per això que la seua finalitat era aconseguir una certa seguretat a la zona que estava sota la influència d'un castell, al qual, d'altra banda, pertanyien.
En el cas concret de la Torre del Palomar, no es disposa de documents que puguin acreditar res segur sobre el seu origen o la seua finalitat. Per això hi ha autors que consideren que més que una torre de vigilància i defensa de l'interior, possiblement es tracti d'una torre de caràcter civil, que formaria part d'una masia fortificada, edificis comuns i abundants a la zona. Però tampoc hi ha restes arqueològic que puguin justificar aquesta opinió.
Es tracta d'una torre de planta quadrada i fàbrica de maçoneria amb una alçada equivalent a planta baixa i dos pisos. A les seues façanes s'observen finestres, alguna d'elles amb llinda de carreu. El sostre és pla encara que inclinat i està rematada en els cantons amb merlets de caràcter decoratiu.
El seu estat actual és de semirruina.